# Pentila limbata
Pentila limbata är en fjärilsart som beskrevs av Holland 1893. Pentila limbata ingår i släktet Pentila och familjen juvelvingar. Inga underarter finns listade i Catalogue of Life.